# Yacouba Camara
Yacouba Camara (Francia, 2 de junio de 1994) es un jugador profesional francés de rugby que se desempeña en la posición de ala abierto en Montpellier Hérault Rugby, equipo perteneciente a la liga Top 14.

## Carrera
Camara es un jugador de formación francesa (JIFF). Comenzó su carrera deportiva con el equipo AC Bobigny, en el cual jugó cuatro temporadas (2006-2010), después pasó a Rugby Club Massy Essonne (2010-2013), luego a Stade Toulousain (2013-2017), posteriormente a Montpellier Hérault Rugby, donde lleva jugando siete temporadas.